# Vaccine-naive
Vắc-xin naive  là sự thiếu khả năng miễn dịch, hay trí nhớ miễn dịch, đối với một căn bệnh vì chưa được tiêm chủng vắc-xin.  Có nhiều lý do tại sao một người có thể không được tiêm vắc-xin bao gồm chống chỉ định do tình trạng sức khỏe có sẵn từ trước, thiếu hụt  nguồn tài chính, thất bại trong lần tiêm chủng trước đó, tính ngưỡng tôn giáo, niềm tin cá nhân, lo ngại tác dụng phụ, ám ảnh sợ kim tiêm, thiếu thông tin, thiếu hụt vắc-xin, hiểu biết và niềm tin của bác sĩ, áp lực xã hội và sức đề kháng tự nhiên.

## Ảnh hưởng đến khả năng miễn dịch cộng đồng
Các bệnh truyền nhiễm, như sởi và cúm, dễ lây lan hơn trong các quần thể không được tiêm chủng vắc-xin, gây ra bệnh dịch thường xuyên. Những đối tượng này sẽ đe dọa đến tính miễn dịch cộng đồng.  Bởi vì tiêm ngừa không chỉ bảo vệ trực tiếp trên từng cá nhân, mà còn có ý nghĩa bảo vệ gián tiếp cho những người dễ mẫn cảm do giảm tỷ lệ mắc bệnh truyền nhiễm. Ít cá nhân lây nhiễm, giảm tỷ lệ mắc bệnh, tạo ra khả năng miễn dịch cộng đồng